# 帕多克鎮區 (明尼蘇達州奧特泰爾縣)
帕多克鎮區（英語：Paddock Township）是位於美國明尼蘇達州奧特泰爾縣的一個行政鎮區。

## 歷史
帕多克鎮區於1882年設立。鎮區得名自早期定居者L·A·帕多克（L. A. Paddock）。

## 地方資料
帕多克鎮區的面積為92.51平方千米，當中陸地面積為92.24平方千米，而水域面積為0.27平方千米。根據2020年美國人口普查的數據，當地共有人口327人，而人口密度為每平方千米3.53人。